# Kispredeál
Kispredeál (románul: Predeluț) falu Romániában, Erdélyben, Brassó megyében.

## Fekvése
Törcsvár közelében, attól északra fekvő település.

## Története
1805-ben említi először oklevél Predeal néven. További névváltozatai: 1854-ben Predial, Prea Deal, 1888-ban Predeal, 1913-ban Predeál.
A trianoni békeszerződés előtt Fogaras vármegye Törcsvári járásához tartozott. Az 1850-es népszámlálási adatok alapján 426 lakosa volt, melyből 424 román, 2 magyar. 1910-ben, az utolsó magyar népszámláláskor 492 lakosából 486 román, 6 német. A 2002 évi népszámláláskor 919 lakosa volt, melyből 917 román, 1 magyar és 1 német.